# Liste der Kulturdenkmale in Midlum (Föhr)
In der Liste der Kulturdenkmale in Midlum sind alle Kulturdenkmale der schleswig-holsteinischen Gemeinde Midlum (Kreis Nordfriesland) aufgelistet (Stand: 14. April 2025).

## Legende
In den Spalten befinden sich folgende Informationen:
- Objekt-ID: die Nummer des Kulturdenkmales
- Lage: die Adresse des Kulturdenkmales und die geographischen Koordinaten. Kartenansicht, um Koordinaten zu setzen. In der Kartenansicht sind Kulturdenkmale ohne Koordinaten mit einem roten Marker dargestellt und können in der Karte gesetzt werden. Kulturdenkmale ohne Bild sind mit einem blauen Marker gekennzeichnet, Kulturdenkmale mit Bild mit einem grünen Marker.
- Offizielle Bezeichnung: Bezeichnung des Kulturdenkmales
- Beschreibung: die Beschreibung des Kulturdenkmales
- Bild: ein Bild des Kulturdenkmales

## Bauliche Anlagen
| Objekt-ID     | Lage                                              | Offizielle Bezeichnung        | Beschreibung | Bild                             |
| ------------- | ------------------------------------------------- | ----------------------------- | --- | -------------------------------- |
| 7049 Wikidata | An de Marsch 49 (54° 42′ 59″ N, 8° 31′ 12″ O)     | Uthländisches Haus, erweitert | Alteintragung (Aktualisierung vorgesehen) - Begründung: geschichtlich, städtebaulich - Schutzumfang: gesamtes Objekt - Denkmaltyp: Bauliche Anlage                                  | weitere Fotos \| Fotos hochladen |
| 7043 Wikidata | An de Marsch 81–81 a (54° 42′ 53″ N, 8° 31′ 0″ O) | Wohnhaus („Landvogtei“)       | Alteintragung (Aktualisierung vorgesehen) - Begründung: geschichtlich, künstlerisch, städtebaulich - Schutzumfang: Wohnhaus „Landvogtei“, Friesenwall - Denkmaltyp: Bauliche Anlage | weitere Fotos \| Fotos hochladen |
| 7034 Wikidata | Buurnstraat 2 (54° 42′ 56″ N, 8° 31′ 24″ O)       | Wohn- und Wirtschaftsgebäude  | Alteintragung (Aktualisierung vorgesehen) - Begründung: Alteintragung (Aktualisierung vorgesehen) - Schutzumfang: Gebäude und Pflaster - Denkmaltyp: Bauliche Anlage                | weitere Fotos \| Fotos hochladen |

## Quelle
- Liste der Kulturdenkmale in Schleswig-Holstein – Kreis Nordfriesland (PDF)

- Karte mit allen Koordinaten:
- OSM |
- WikiMap